# Goodnight Goodnight
Goodnight Goodnight – pop/rockowa ballada amerykańskiej grupy Maroon 5, którą wydano na singlu 8 grudnia 2008 roku przez wytwórnię A&M/Octone Records. Był to piąty singel z ich drugiego albumu studyjnego zatytułowanego It Won't Be Soon Before Long. Utwór napisany został przez dwóch członków zespołu: Adama Levine i Jamesa Valentine, natomiast jego produkcją zajął się Mark Stent i Mike Elizondo. Remiks singla pojawił się też na albumie Call and Response: The Remix Album oraz w drugim epizodzie „Page Turner” piątego sezonu serialu CSI: Kryminalne zagadki Nowego Jorku. Singel nie był notowany na żadnych listach światowych, ale pomimo braku sukcesu nakręcono do niego teledysk, a jego reżyserią zajął się Marc Webb.